# 东南铁路局
东南铁路局（俄語：Юго-Восточная железная дорога，羅馬化：Yugo-Vostochnaya zheleznaya doroga，简称）是俄罗斯铁路股份公司属下的铁路管理局之一，总部位于沃罗涅日，负责管辖俄罗斯联邦欧洲地区东南部的铁路系统，范围主要包括沃罗涅日州、别尔哥罗德州、坦波夫州、利佩茨克州、萨拉托夫州、库尔斯克州的铁路，并有37公里的铁路穿过邻国乌克兰卢甘斯克州边境。东南铁路局的营业里程全长4,189.1公里，与莫斯科铁路局、古比雪夫铁路局及伏尔加铁路局相邻，并与西南方的乌克兰铁路顿涅茨克铁路局连接。